# Michael Randle
Michael Randle és un investigador i activista per la pau anglès conegut per la seva participació en l'acció directa noviolenta a Gran Bretanya i també pel seu paper en ajudar l'espia soviètic George Blake a escapar d'una presó britànica.